# Serie A1 i volleyboll 2011–2012 (damer)
Serie A1 2011-2012 i volleyboll för damer utspelade sig mellan 9 oktober 2011 och 15 april 2012. Det var den 67:e upplagan av turneringen som utser de italienska mästarna, och 12 klubblag deltog. Futura Volley Busto Arsizio blev italienska mästare för första gången genom att besegra Gruppo Sportivo Oratorio Pallavolo Femminile Villa Cortese i finalen. Pallavolo Villanterio och Spes Volley Conegliano åkte ur serien.

## Regelverk

### Format
- Tävlingen bestod av en grundserie, där alla möte alla, både hemma och borta och ett slutspel i cupformat.
- De tio första lagen i serien genomförde sedan en slutspelscup. 
  - Lagen på plats 7-10 i serien spelade åttondelsfinaler, medan övriga lag gick in på kvartsfinalnivå. Åttondelsfinalerna genomfördes i form av hemma- och bortamatch. Om lagen vann lika många sätt avgjordes mötet med ett golden set.
  - Kvartsfinalerna och semifinalerna spelades i bäst av tre matcher
  - Finaln spelades i bäst av fem matcher.
- De tvåa sista lagen i serien flyttades ner till Serie A2

### Rankningskriterier
Om slutresultatet blev 3-0 eller 3-1 tilldelades 3 poäng till det vinnande laget och 0 till det förlorande laget, om slutresultatet blev 3-2 tilldelades 2 poäng till det vinnande laget och 1 till det förlorande laget. 
Rankningsordningen i serien definierades utifrån:
- Poäng
- Antal vunna matcher
- Kvot vunna / förlorade set
- Kvot vunna / förlorade poäng.

## Deltagande lag
Nyuppflyttade från Serie A2 var Parma Volley Girls (som vann grundserien) och Chieri Torino Volley Club (som vann uppflyttningsslutspelet). Två lag drog sig ur serien: Florens Volley Castellana Grotte och Pallavolo Sirio Perugia. De ersattes av Pallavolo Villanterio och River Volley. Under pågående spel drog sig Spes Volley Conegliano ur serien och deras resultat räknades därför inte med
| Klubb                                                      | Stad          | Hemmaplan              | Föregående säsong                               |
| ---------------------------------------------------------- | ------------- | ---------------------- | ----------------------------------------------- |
| Asystel Volley                                             | Novara        | PalaTerdoppio          | 6:a i Serie A1; semifinal i slutspelet          |
| Volley Bergamo                                             | Bergamo       | Palazzetto dello sport | 2:a i Serie A1; italiensk mästare               |
| Futura Volley Busto Arsizio                                | Busto Arsizio | PalaPiantanida         | 5:a i Serie A1; semifinal i slutspelet          |
| Chieri Torino Volley Club                                  | Chieri        | PalaRuffini            | 2:a i Serie A2; vinnare uppflyttningsslutspelet |
| Parma Volley Girls                                         | Parma         | PalaRaschi             | 1:a i Serie A2                                  |
| River Volley                                               | Piacenza      | PalaFranzanti          | 11:a i Serie A1                                 |
| Robur Tiboni Volley Urbino                                 | Urbino        | PalaMondolce           | 4:a i Serie A1; kvartsfinal i slutspelet        |
| Robursport Volley Pesaro                                   | Pesaro        | PalaCampanara          | 3:a i Serie A1; kvartsfinal i slutspelet        |
| Spes Volley Conegliano                                     | Conegliano    | Zoppas Arena           | 7:a i Serie A1; åttondelsfinal i slutspelet     |
| Universal Volley Modena                                    | Modena        | PalaPanini             | 8:a i Serie A1; kvartsfinal i slutspelet        |
| Gruppo Sportivo Oratorio Pallavolo Femminile Villa Cortese | Villa Cortese | PalaBorsani            | 1:a i Serie A1; finale i slutspelet             |
| Pallavolo Villanterio                                      | Pavia         | PalaRavizza            | 12:a i Serie A1                                 |

## Turneringen

### Grundserien

#### Resultat
| Första omgången                    |                             |     |                            |
|                                    |                             |     |                            |
| Lag som inte spelar: Busto Arsizio |                             |     |                            |
| 08-10                              | Bergamo - Chieri            | 3-1 | 25-20, 27-25, 23-25, 25-23 |
| 09-10                              | Villa Cortese - Villanterio | 3-0 | 25-17, 25-18, 25-17        |
| 13-12                              | Robursport Pesaro - River   | 3-0 | 25-13, 25-19, 25-16        |
| 09-10                              | Asystel - Universal Modena  | 0-3 | 0-25, 0-25, 0-25           |
| 09-10                              | Parma - Robur Tiboni Urbino | 1-3 | 25-19, 19-25, 19-25, 19-25 |

| Andra omgången                           |                                      |     |                            |
|                                          |                                      |     |                            |
| Lag som inte spelar: Robur Tiboni Urbino |                                      |     |                            |
| 16-10                                    | River - Villa Cortese                | 1-3 | 25-18, 23-25, 24-26, 23-25 |
| 16-10                                    | Villanterio - Bergamo                | 1-3 | 16-25, 16-25, 25-23, 17-25 |
| 15-10                                    | Universal Modena - Robursport Pesaro | 3-0 | 25-16, 25-16, 25-21        |
| 15-10                                    | Chieri - Asystel                     | 1-3 | 23-25, 22-25, 25-18, 18-25 |
| 16-10                                    | Busto Arsizio - Parma                | 3-0 | 25-21, 25-21, 25-21        |

| Tredje omgången              |                                        |     |                                  |
|                              |                                        |     |                                  |
| Lag som inte spelar: Asystel |                                        |     |                                  |
| 22-10                        | Villa Cortese - Chieri                 | 3-0 | 27-25, 25-22, 25-17              |
| 22-10                        | Bergamo - River                        | 2-3 | 25-20, 15-25, 25-20, 17-25, 8-15 |
| 23-10                        | Parma - Villanterio                    | 3-1 | 25-10, 15-25, 25-13, 25-16       |
| 22-10                        | Robursport Pesaro - Busto Arsizio      | 0-3 | 16-25, 17-25, 21-25              |
| 22-10                        | Universal Modena - Robur Tiboni Urbino | 0-3 | 18-25, 18-25, 17-25              |

| Fjärde omgången              |                                     |     |                                   |
|                              |                                     |     |                                   |
| Lag som inte spelar: Bergamo |                                     |     |                                   |
| 29-10                        | Robur Tiboni Urbino - Villa Cortese | 2-3 | 19-25, 16-25, 25-16, 25-20, 10-15 |
| 30-10                        | Parma - Robursport Pesaro           | 3-1 | 25-22, 21-25, 25-15, 27-25        |
| 30-10                        | Asystel - Villanterio               | 3-2 | 25-21, 21-25, 25-20, 20-25, 15-13 |
| 30-10                        | Busto Arsizio - Chieri              | 3-1 | 18-25, 25-15, 25-22, 25-15        |
| 30-10                        | River - Universal Modena            | 2-3 | 26-24, 25-17, 16-25, 18-25, 13-15 |

| Femte omgången              |                                         |     |                                   |
|                             |                                         |     |                                   |
| Lag som inte spelar: Chieri |                                         |     |                                   |
| 22-11                       | Villa Cortese - Parma                   | 3-0 | 25-21, 25-20, 28-26               |
| 22-11                       | Bergamo - Asystel                       | 2-3 | 23-25, 25-22, 25-16, 17-25, 14-16 |
| 22-11                       | Robursport Pesaro - Robur Tiboni Urbino | 0-3 | 19-25, 20-25, 20-25               |
| 22-11                       | Universal Modena - Busto Arsizio        | 0-3 | 13-25, 21-25, 18-25               |
| 22-11                       | Villanterio - River                     | 0-3 | 14-25, 28-30, 15-25               |

| Sjätte omgången                       |                              |     |                                   |
|                                       |                              |     |                                   |
| Lag som inte spelar: Universal Modena |                              |     |                                   |
| 27-11                                 | Bergamo - Villa Cortese      | 0-3 | 28-30, 24-26, 14-25               |
| 26-11                                 | River - Parma                | 3-2 | 23-25, 26-24, 17-25, 25-14, 15-11 |
| 27-11                                 | Asystel - Robursport Pesaro  | 3-0 | 25-23, 25-17, 26-24               |
| 27-11                                 | Robur Tiboni Urbino - Chieri | 3-0 | 25-19, 27-25, 25-21               |
| 27-11                                 | Busto Arsizio - Villanterio  | 3-0 | 25-20, 25-12, 25-19               |

| Sjunde omgången                  |                                   |     |                                   |
|                                  |                                   |     |                                   |
| Lag som inte spelar: Villanterio |                                   |     |                                   |
| 04-12                            | Villa Cortese - Robursport Pesaro | 3-1 | 20-25, 25-21, 26-24, 25-18        |
| 04-12                            | River - Busto Arsizio             | 0-3 | 19-25, 22-25, 15-25               |
| 04-12                            | Robur Tiboni Urbino - Asystel     | 3-0 | 32-30, 25-19, 25-23               |
| 04-12                            | Chieri - Universal Modena         | 3-2 | 25-18, 17-25, 12-25, 25-21, 17-15 |
| 04-12                            | Parma - Bergamo                   | 0-3 | 23-25, 23-25, 22-25               |

| Åttonde omgången                   |                                 |     |                            |
|                                    |                                 |     |                            |
| Lag som inte spelar: Villa Cortese |                                 |     |                            |
| 11-12                              | Asystel - Busto Arsizio         | 0-3 | 21-25, 23-25, 25-27        |
| 11-12                              | Bergamo - Robur Tiboni Urbino   | 0-3 | 21-25, 22-25, 27-29        |
| 11-12                              | Robursport Pesaro - Villanterio | 3-0 | 25-14, 25-13, 25-20        |
| 11-12                              | Universal Modena - Parma        | 1-3 | 24-26, 23-25, 25-20, 29-31 |
| 10-12                              | Chieri - River                  | 1-3 | 22-25, 25-21, 18-25, 15-25 |

| Nionde omgången            |                                     |     |                                   |
|                            |                                     |     |                                   |
| Lag som inte spelar: River |                                     |     |                                   |
| 17-12                      | Busto Arsizio - Robur Tiboni Urbino | 3-1 | 28-30, 25-16, 25-20, 25-17        |
| 18-12                      | Villa Cortese - Asystel             | 0-3 | 23-25, 19-25, 20-25               |
| 17-12                      | Robursport Pesaro - Bergamo         | 3-1 | 25-16, 21-25, 25-19, 25-22        |
| 18-12                      | Villanterio - Universal Modena      | 0-3 | 14-25, 23-25, 23-25               |
| 18-12                      | Parma - Chieri                      | 3-2 | 25-20, 22-25, 25-23, 22-25, 16-14 |

| Tionde omgången                        |                                  |     |                                   |
|                                        |                                  |     |                                   |
| Lag som inte spelar: Robursport Pesaro |                                  |     |                                   |
| 26-12                                  | Universal Modena - Villa Cortese | 0-3 | 21-25, 13-25, 17-25               |
| 26-12                                  | Busto Arsizio - Bergamo          | 3-1 | 25-20, 22-25, 25-22, 25-20        |
| 26-12                                  | Chieri - Villanterio             | 3-1 | 25-18, 24-26, 25-22, 25-15        |
| 26-12                                  | Robur Tiboni Urbino - River      | 3-2 | 25-13, 25-23, 17-25, 21-25, 15-13 |
| 26-12                                  | Asystel - Parma                  | 3-0 | 25-19, 25-22, 25-23               |

| Elfte omgången             |                                   |     |                            |
|                            |                                   |     |                            |
| Lag som inte spelar: Parma |                                   |     |                            |
| 29-12                      | Villa Cortese - Busto Arsizio     | 1-3 | 21-25, 19-25, 25-22, 22-25 |
| 29-12                      | Bergamo - Universal Modena        | 3-0 | 25-22, 28-26, 25-19        |
| 29-12                      | Robursport Pesaro - Chieri        | 3-0 | 25-14, 25-22, 25-20        |
| 29-12                      | Villanterio - Robur Tiboni Urbino | 0-3 | 18-25, 13-25, 22-25        |
| 29-12                      | River - Asystel                   | 3-0 | 25-21, 25-13, 25-23        |

| Tolfte omgången                    |                             |     |                                   |
|                                    |                             |     |                                   |
| Lag som inte spelar: Busto Arsizio |                             |     |                                   |
| 06-01                              | Chieri - Bergamo            | 0-3 | 23-25, 19-25, 21-25               |
| 06-01                              | Villanterio - Villa Cortese | 0-3 | 22-25, 14-25, 16-25               |
| 06-01                              | River - Robursport Pesaro   | 3-2 | 21-25, 25-19, 19-25, 25-13, 15-9  |
| 06-01                              | Universal Modena - Asystel  | 2-3 | 22-25, 25-19, 20-25, 25-20, 12-15 |
| 06-01                              | Robur Tiboni Urbino - Parma | 3-1 | 25-19, 27-25, 19-25, 26-24        |

| Trettonde omgången                       |                                      |     |                                  |
|                                          |                                      |     |                                  |
| Lag som inte spelar: Robur Tiboni Urbino |                                      |     |                                  |
| 08-01                                    | Villa Cortese - River                | 3-1 | 25-23, 25-19, 19-25, 28-26       |
| 08-01                                    | Bergamo - Villanterio                | 3-0 | 25-17, 25-17, 26-24              |
| 08-01                                    | Robursport Pesaro - Universal Modena | 3-2 | 21-25, 25-14, 18-25, 25-21, 15-7 |
| 08-01                                    | Asystel - Chieri                     | 3-0 | 25-22, 25-19, 25-21              |
| 08-01                                    | Parma - Busto Arsizio                | 1-3 | 21-25, 17-25, 25-21, 21-25       |

| Fjortonde omgången           |                                        |     |                                   |
|                              |                                        |     |                                   |
| Lag som inte spelar: Asystel |                                        |     |                                   |
| 15-01                        | Chieri - Villa Cortese                 | 1-3 | 19-25, 11-25, 25-19, 20-25        |
| 15-01                        | River - Bergamo                        | 3-2 | 25-16, 25-19, 20-25, 10-25, 15-12 |
| 14-01                        | Villanterio - Parma                    | 1-3 | 19-25, 25-23, 15-25, 18-25        |
| 15-01                        | Busto Arsizio - Robursport Pesaro      | 3-2 | 25-14, 25-23, 19-25, 22-25, 15-9  |
| 15-01                        | Robur Tiboni Urbino - Universal Modena | 3-1 | 22-25, 26-24, 25-22, 25-21        |

| Femtonde omgången            |                                     |     |                                   |
|                              |                                     |     |                                   |
| Lag som inte spelar: Bergamo |                                     |     |                                   |
| 22-01                        | Villa Cortese - Robur Tiboni Urbino | 3-1 | 25-13, 23-25, 25-23, 25-21        |
| 21-01                        | Robursport Pesaro - Parma           | 3-2 | 22-25, 30-28, 16-25, 25-16, 16-14 |
| 22-01                        | Villanterio - Asystel               | 0-3 | 17-25, 22-25, 12-25               |
| 22-01                        | Chieri - Busto Arsizio              | 1-3 | 25-20, 16-25, 21-25, 23-25        |
| 22-01                        | Universal Modena - River            | 3-1 | 26-24, 21-25, 25-16, 25-22        |

| Sextonde omgången           |                                         |     |                                   |
|                             |                                         |     |                                   |
| Lag som inte spelar: Chieri |                                         |     |                                   |
| 05-02                       | Parma - Villa Cortese                   | 0-3 | 14-25, 24-26, 15-25               |
| 05-02                       | Asystel - Bergamo                       | 3-2 | 22-25, 25-13, 23-25, 25-21, 17-15 |
| 16-02                       | Robur Tiboni Urbino - Robursport Pesaro | 2-3 | 26-24, 25-23, 18-25, 18-25, 13-15 |
| 04-02                       | Busto Arsizio - Universal Modena        | 3-1 | 25-12, 22-25, 25-22, 25-17        |
| 05-02                       | River - Villanterio                     | 3-0 | 31-29, 25-18, 31-29               |

| Sjuttonde omgången                    |                              |     |                            |
|                                       |                              |     |                            |
| Lag som inte spelar: Universal Modena |                              |     |                            |
| 12-02                                 | Villa Cortese - Bergamo      | 0-3 | 17-25, 23-25, 20-25        |
| 11-02                                 | Parma - River                | 3-1 | 16-25, 25-23, 25-21, 25-23 |
| 22-02                                 | Robursport Pesaro - Asystel  | 3-1 | 25-23, 25-18, 16-25, 34-32 |
| 01-03                                 | Chieri - Robur Tiboni Urbino | 1-3 | 23-25, 19-25, 25-21, 21-25 |
| 11-02                                 | Villanterio - Busto Arsizio  | 0-3 | 11-25, 17-25, 19-25        |

| Artonde omgången                 |                                   |     |                                   |
|                                  |                                   |     |                                   |
| Lag som inte spelar: Villanterio |                                   |     |                                   |
| 19-02                            | Robursport Pesaro - Villa Cortese | 3-2 | 24-26, 25-20, 25-17, 21-25, 15-13 |
| 19-02                            | Busto Arsizio - River             | 3-0 | 25-21, 25-19, 25-20               |
| 18-02                            | Asystel - Robur Tiboni Urbino     | 3-0 | 25-17, 25-22, 25-19               |
| 19-02                            | Universal Modena - Chieri         | 3-0 | 25-15, 25-21, 25-15               |
| 19-02                            | Bergamo - Parma                   | 3-2 | 25-22, 21-25, 23-25, 25-23, 15-11 |

| Nittonde omgången                  |                                 |     |                            |
|                                    |                                 |     |                            |
| Lag som inte spelar: Villa Cortese |                                 |     |                            |
| 26-02                              | Busto Arsizio - Asystel         | 3-0 | 25-23, 25-13, 25-21        |
| 25-02                              | Robur Tiboni Urbino - Bergamo   | 1-3 | 19-25, 25-23, 16-25, 23-25 |
| 26-02                              | Villanterio - Robursport Pesaro | 3-1 | 25-23, 25-17, 22-25, 25-23 |
| 26-02                              | Parma - Universal Modena        | 0-3 | 23-25, 12-25, 15-25        |
| 26-02                              | River - Chieri                  | 3-0 | 25-19, 25-18, 25-23        |

| Tjugonde omgången          |                                     |     |                                   |
|                            |                                     |     |                                   |
| Lag som inte spelar: River |                                     |     |                                   |
| 04-03                      | Robur Tiboni Urbino - Busto Arsizio | 3-2 | 25-21, 25-21, 11-25, 16-25, 17-15 |
| 04-03                      | Asystel - Villa Cortese             | 1-3 | 23-25, 19-25, 25-16, 17-25        |
| 03-03                      | Bergamo - Robursport Pesaro         | 2-3 | 25-17, 25-20, 19-25, 19-25, 13-15 |
| 04-03                      | Universal Modena - Villanterio      | 3-0 | 25-17, 25-14, 25-16               |
| 04-03                      | Chieri - Parma                      | 3-1 | 25-22, 20-25, 27-25, 25-14        |

| Tjugoförsta omgången                   |                                  |     |                                   |
|                                        |                                  |     |                                   |
| Lag som inte spelar: Robursport Pesaro |                                  |     |                                   |
| 07-03                                  | Villa Cortese - Universal Modena | 2-3 | 17-25, 19-25, 25-23, 25-22, 11-15 |
| 07-03                                  | Bergamo - Busto Arsizio          | 0-3 | 22-25, 23-25, 24-26               |
| 07-03                                  | Villanterio - Chieri             | 1-3 | 23-25, 20-25, 25-10, 18-25        |
| 07-03                                  | River - Robur Tiboni Urbino      | 3-1 | 25-18, 26-24, 22-25, 26-24        |
| 07-03                                  | Parma - Asystel                  | 0-3 | 22-25, 9-25, 23-25                |

| Tjugoandra omgången        |                                   |     |                            |
|                            |                                   |     |                            |
| Lag som inte spelar: Parma |                                   |     |                            |
| 10-03                      | Busto Arsizio - Villa Cortese     | 3-1 | 18-25, 25-19, 25-15, 25-21 |
| 11-03                      | Universal Modena - Bergamo        | 3-0 | 25-19, 25-23, 25-16        |
| 11-03                      | Chieri - Robursport Pesaro        | 1-3 | 25-22, 25-27, 16-25, 12-25 |
| 11-03                      | Robur Tiboni Urbino - Villanterio | 3-1 | 23-25, 25-15, 25-22, 25-14 |
| 11-03                      | Asystel - River                   | 1-3 | 23-25, 23-25, 25-21, 11-25 |

#### Sluttabell
| Pos. | Lag                                                        | Pt                        | G                         | V                         | P                         | VS                        | FS                        | Kvot                      | VP                        | FP                        | Kvot                      |
| ---- | ---------------------------------------------------------- | ------------------------- | ------------------------- | ------------------------- | ------------------------- | ------------------------- | ------------------------- | ------------------------- | ------------------------- | ------------------------- | ------------------------- |
| 1.   | Futura Volley Busto Arsizio                                | 57                        | 20                        | 19                        | 1                         | 59                        | 13                        | 4,538                     | 1 737                     | 1 427                     | 1,217                     |
| 2.   | Gruppo Sportivo Oratorio Pallavolo Femminile Villa Cortese | 43                        | 20                        | 14                        | 6                         | 48                        | 26                        | 1,846                     | 1 695                     | 1 577                     | 1,074                     |
| 3.   | Robur Tiboni Volley Urbino                                 | 39                        | 20                        | 13                        | 7                         | 47                        | 30                        | 1,566                     | 1 735                     | 1 695                     | 1,023                     |
| 4.   | River Volley                                               | 31                        | 20                        | 11                        | 9                         | 41                        | 38                        | 1,078                     | 1 747                     | 1 693                     | 1,030                     |
| 5.   | Universal Volley Modena                                    | 31                        | 20                        | 10                        | 10                        | 39                        | 35                        | 1,114                     | 1 630                     | 1 505                     | 1,083                     |
| 6.   | Volley Bergamo                                             | 31                        | 20                        | 9                         | 11                        | 39                        | 38                        | 1,026                     | 1 707                     | 1 694                     | 1,007                     |
| 7.   | Robursport Volley Pesaro                                   | 30                        | 20                        | 11                        | 9                         | 40                        | 40                        | 1,000                     | 1 737                     | 1 714                     | 1,013                     |
| 8.   | Asystel Volley (-3)                                        | 29                        | 20                        | 12                        | 8                         | 39                        | 33                        | 1,181                     | 1 564                     | 1 585                     | 0,986                     |
| 9.   | Parma Volley Girls                                         | 20                        | 20                        | 6                         | 14                        | 28                        | 49                        | 0,571                     | 1 666                     | 1 765                     | 0,943                     |
| 10.  | Chieri Torino Volley Club                                  | 12                        | 20                        | 4                         | 16                        | 22                        | 53                        | 0,415                     | 1 569                     | 1 762                     | 0,890                     |
| 11.  | Pallavolo Villanterio                                      | 4                         | 20                        | 1                         | 19                        | 11                        | 58                        | 0,189                     | 1 310                     | 1 680                     | 0,779                     |
|      | Spes Volley Conegliano                                     | Uteslutna 2 januari 2012. | Uteslutna 2 januari 2012. | Uteslutna 2 januari 2012. | Uteslutna 2 januari 2012. | Uteslutna 2 januari 2012. | Uteslutna 2 januari 2012. | Uteslutna 2 januari 2012. | Uteslutna 2 januari 2012. | Uteslutna 2 januari 2012. | Uteslutna 2 januari 2012. |

      Kvalificerade för slutspel.
      Nerflyttade till Serie A2.
      Uteslutna under pågående säspng.
Note:
L'Asystel fick ett poängavdrag på 3 poäng för att de lämnade walkover i första omgången.

### Slutspel

#### Spelschema
|  | Kvartsfinaler | Kvartsfinaler                                              | Kvartsfinaler | Kvartsfinaler                                              | Kvartsfinaler |   |                             | Semifinaler                                                | Semifinaler | Semifinaler | Semifinaler | Semifinaler |   |  | Final | Final | Final | Final | Final | Final | Final |  |
|  |               |                                                            |               |                                                            |               |   |                             |                                                            |             |             |             |             |   |  |       |       |       |       |       |       |       |  |
|  | 1             | Futura Volley Busto Arsizio                                | 3             | 3                                                          |               |   |                             |                                                            |             |             |             |             |   |  |       |       |       |       |       |       |       |  |
|  | 1             | Futura Volley Busto Arsizio                                | 3             | 3                                                          |               |   |                             |                                                            |             |             |             |             |   |  |       |       |       |       |       |       |       |  |
|  | 8             | Asystel Volley                                             | 1             | 0                                                          |               |   |                             |                                                            |             |             |             |             |   |  |       |       |       |       |       |       |       |  |
|  | 8             | Asystel Volley                                             | 1             | 0                                                          |               | 1 | Futura Volley Busto Arsizio | 3                                                          | 2           | 3           |             |             |   |  |       |       |       |       |       |       |       |  |
|  |               |                                                            |               |                                                            |               | 1 | Futura Volley Busto Arsizio | 3                                                          | 2           | 3           |             |             |   |  |       |       |       |       |       |       |       |  |
|  |               |                                                            | 4             | River Volley                                               | 1             | 3 | 0                           |                                                            |             |             |             |             |   |  |       |       |       |       |       |       |       |  |
|  | 4             | River Volley                                               | 4             | River Volley                                               | 1             | 3 | 0                           | 1                                                          | 3           | 3           |             |             |   |  |       |       |       |       |       |       |       |  |
|  | 4             | River Volley                                               |               |                                                            |               |   |                             |                                                            |             | 3           |             |             |   |  |       |       |       |       |       |       |       |  |
|  | 5             | Universal Volley Modena                                    | 3             | 1                                                          | 2             |   |                             |                                                            |             |             |             |             |   |  |       |       |       |       |       |       |       |  |
|  | 5             | Universal Volley Modena                                    | 3             | 1                                                          | 2             |   | 1                           | Futura Volley Busto Arsizio                                | 3           | 2           | 3           | 0           | 3 |  |       |       |       |       |       |       |       |  |
|  |               |                                                            |               |                                                            |               |   |                             |                                                            |             |             |             |             | 3 |  |       |       |       |       |       |       |       |  |
|  |               |                                                            | 2             | Gruppo Sportivo Oratorio Pallavolo Femminile Villa Cortese | 1             | 3 | 0                           | 3                                                          | 2           |             |             |             |   |  |       |       |       |       |       |       |       |  |
|  | 2             | Gruppo Sportivo Oratorio Pallavolo Femminile Villa Cortese | 2             | Gruppo Sportivo Oratorio Pallavolo Femminile Villa Cortese | 1             | 3 | 0                           | 3                                                          | 2           | 3           | 2           | 3           |   |  |       |       |       |       |       |       |       |  |
|  | 2             | Gruppo Sportivo Oratorio Pallavolo Femminile Villa Cortese |               |                                                            |               |   |                             |                                                            |             |             |             | 3           |   |  |       |       |       |       |       |       |       |  |
|  | 7             | Robursport Volley Pesaro                                   | 0             | 3                                                          | 1             |   |                             |                                                            |             |             |             |             |   |  |       |       |       |       |       |       |       |  |
|  | 7             | Robursport Volley Pesaro                                   | 0             | 3                                                          | 1             |   | 2                           | Gruppo Sportivo Oratorio Pallavolo Femminile Villa Cortese | 3           | 2           | 3           |             |   |  |       |       |       |       |       |       |       |  |
|  |               |                                                            |               |                                                            |               |   | 2                           | Gruppo Sportivo Oratorio Pallavolo Femminile Villa Cortese | 3           | 2           | 3           |             |   |  |       |       |       |       |       |       |       |  |
|  |               |                                                            | 6             | Volley Bergamo                                             | 2             | 3 | 0                           |                                                            |             |             |             |             |   |  |       |       |       |       |       |       |       |  |
|  | 3             | Robur Tiboni Volley Urbino                                 | 6             | Volley Bergamo                                             | 2             | 3 | 0                           | 0                                                          | 1           |             |             |             |   |  |       |       |       |       |       |       |       |  |
|  | 3             | Robur Tiboni Volley Urbino                                 |               |                                                            |               |   |                             |                                                            |             |             |             |             |   |  |       |       |       |       |       |       |       |  |
|  | 6             | Volley Bergamo                                             | 3             | 3                                                          |               |   |                             |                                                            |             |             |             |             |   |  |       |       |       |       |       |       |       |  |

#### Resultat

##### Kvartsfinaler
| Match 1 |                                   |     |                            |
|         |                                   |     |                            |
| 15-03   | Busto Arsizio - Asystel           | 3-1 | 29-31, 25-18, 25-17, 25-19 |
| 14-03   | River - Universal Modena          | 1-3 | 10-25, 25-27, 25-23, 20-25 |
| 14-03   | Villa Cortese - Robursport Pesaro | 3-0 | 25-20, 25-17, 25-20        |
| 15-03   | Robur Tiboni Urbino - Bergamo     | 0-3 | 22-25, 20-25, 19-25        |

| Match 2 |                                   |     |                                   |
|         |                                   |     |                                   |
| 19-03   | Asystel - Busto Arsizio           | 0-3 | 21-25, 21-25, 18-25               |
| 17-03   | Universal Modena - River          | 1-3 | 23-25, 25-17, 22-25, 22-25        |
| 17-03   | Robursport Pesaro - Villa Cortese | 3-2 | 25-23, 25-20, 22-25, 22-25, 15-13 |
| 19-03   | Bergamo - Robur Tiboni Urbino     | 3-1 | 25-15, 25-17, 26-28, 25-12        |

| Match 3 |                                   |     |                                   |
|         |                                   |     |                                   |
| 20-03   | River - Universal Modena          | 3-2 | 17-25, 25-23, 25-22, 13-25, 15-13 |
| 20-03   | Villa Cortese - Robursport Pesaro | 3-1 | 22-25, 25-17, 25-19, 25-22        |

##### Semifinaler
| Match 1 |                         |     |                                   |
|         |                         |     |                                   |
| 24-03   | Busto Arsizio - River   | 3-1 | 25-23, 19-25, 25-22, 25-16        |
| 29-03   | Villa Cortese - Bergamo | 3-2 | 25-22, 19-25, 25-22, 26-28, 17-15 |

| Match 2 |                         |     |                                   |
|         |                         |     |                                   |
| 02-04   | River - Busto Arsizio   | 3-2 | 22-25, 25-19, 14-25, 25-20, 18-16 |
| 01-04   | Bergamo - Villa Cortese | 3-2 | 25-18, 29-31, 25-19, 20-25, 17-15 |

| Match 3 |                         |     |                     |
|         |                         |     |                     |
| 04-04   | Busto Arsizio - River   | 3-0 | 25-17, 25-20, 25-22 |
| 04-04   | Villa Cortese - Bergamo | 3-0 | 25-19, 26-24, 25-13 |

##### Final
| Match 1 |                               |     |                            |
|         |                               |     |                            |
| 07-04   | Busto Arsizio - Villa Cortese | 3-1 | 15-25, 25-17, 25-23, 25-23 |

| Match 2 |                               |     |                                  |
|         |                               |     |                                  |
| 09-04   | Busto Arsizio - Villa Cortese | 2-3 | 27-25, 23-25, 17-25, 25-20, 7-15 |

| Match 3 |                               |     |                     |
|         |                               |     |                     |
| 11-04   | Villa Cortese - Busto Arsizio | 0-3 | 17-25, 16-25, 17-25 |

| Match 4 |                               |     |                     |
|         |                               |     |                     |
| 13-04   | Villa Cortese - Busto Arsizio | 3-0 | 25-22, 25-23, 25-18 |

| Match 5 |                               |     |                                   |
|         |                               |     |                                   |
| 15-04   | Busto Arsizio - Villa Cortese | 3-2 | 25-14, 28-30, 25-15, 23-25, 16-14 |

## Resultat för deltagande i andra turneringar
| Lag                                                        | Turnering                 |
| ---------------------------------------------------------- | ------------------------- |
| Futura Volley Busto Arsizio                                | Champions League 2012-13  |
| Gruppo Sportivo Oratorio Pallavolo Femminile Villa Cortese | Champions League 2012-13  |
| River Volley                                               | CEV Cup 2012-13           |
| Robur Tiboni Volley Urbino                                 | CEV Cup 2012-13           |
| Universal Volley Modena                                    | CEV Challenge Cup 2012-13 |
| Spes Volley Conegliano                                     | Serie A2 2012-13          |
| Pallavolo Villanterio                                      | Serie A2 2012-13          |

## Statistik
| Vunna poäng | Vunna poäng        | Vunna poäng | Vunna poäng                                                |
| Pos.        | Namn               | Poäng       | Lag                                                        |
| ----------- | ------------------ | ----------- | ---------------------------------------------------------- |
| 1           | Sarah Pavan        | 354         | Gruppo Sportivo Oratorio Pallavolo Femminile Villa Cortese |
| 2           | Aneta Havlíčková   | 344         | Futura Volley Busto Arsizio                                |
| 3           | Carmen Țurlea      | 341         | River Volley                                               |
| 4           | Taismary Agüero    | 334         | Universal Volley Modena                                    |
| 4           | Alexandra Klineman | 334         | Robursport Volley Pesaro                                   |
| 6           | Helena Havelková   | 308         | Futura Volley Busto Arsizio                                |
| 7           | Dóra Horváth       | 305         | Asystel Volley                                             |
| 8           | Riikka Lehtonen    | 282         | River Volley                                               |
| 9           | Elica Vasileva     | 271         | Volley Bergamo                                             |
| 10          | Maret Grothues     | 270         | Parma Volley Girls                                         |

| Vunna attacker | Vunna attacker     | Vunna attacker | Vunna attacker                                             |
| Pos.           | Namn               | Poäng          | Lag                                                        |
| -------------- | ------------------ | -------------- | ---------------------------------------------------------- |
| 1              | Sarah Pavan        | 320            | Gruppo Sportivo Oratorio Pallavolo Femminile Villa Cortese |
| 2              | Carmen Țurlea      | 309            | River Volley                                               |
| 3              | Aneta Havlíčková   | 304            | Futura Volley Busto Arsizio                                |
| 4              | Taismary Agüero    | 299            | Universal Volley Modena                                    |
| 5              | Alexandra Klineman | 282            | Robursport Volley Pesaro                                   |
| 6              | Maret Grothues     | 260            | Parma Volley Girls                                         |
| 7              | Dóra Horváth       | 259            | Asystel Volley                                             |
| 8              | Helena Havelková   | 251            | Futura Volley Busto Arsizio                                |
| 9              | Elica Vasileva     | 242            | Volley Bergamo                                             |
| 10             | Riikka Lehtonen    | 238            | River Volley                                               |

| Vunna block | Vunna block          | Vunna block | Vunna block                                                |
| Pos.        | Namn                 | Poäng       | Lag                                                        |
| ----------- | -------------------- | ----------- | ---------------------------------------------------------- |
| 1           | Manuela Leggeri      | 67          | River Volley                                               |
| 2           | Christa Harmotto     | 66          | Universal Volley Modena                                    |
| 3           | Laura Nicolini       | 63          | River Volley                                               |
| 4           | Christina Bauer      | 51          | Futura Volley Busto Arsizio                                |
| 5           | Elisa Manzano        | 49          | Robursport Volley Pesaro                                   |
| 6           | Ilaria Garzaro       | 47          | Robur Tiboni Volley Urbino                                 |
| 7           | Valentina Arrighetti | 43          | Volley Bergamo                                             |
| 8           | Chiara Borgogno      | 41          | Chieri Torino Volley Club                                  |
| 9           | Martina Guiggi       | 40          | Gruppo Sportivo Oratorio Pallavolo Femminile Villa Cortese |
| 10          | Jenny Barazza        | 39          | Universal Volley Modena                                    |
| 10          | Viviana Corvese      | 39          | Chieri Torino Volley Club                                  |

| Serveess | Serveess           | Serveess | Serveess                                                   |
| Pos.     | Namn               | Poäng    | Lag                                                        |
| -------- | ------------------ | -------- | ---------------------------------------------------------- |
| 1        | Ivana Bramborová   | 40       | Pallavolo Villanterio                                      |
| 2        | Dóra Horváth       | 31       | Asystel Volley                                             |
| 3        | Helena Havelková   | 24       | Futura Volley Busto Arsizio                                |
| 3        | Alexandra Klineman | 24       | Robursport Volley Pesaro                                   |
| 5        | Indre Sorokaite    | 23       | Chieri Torino Volley Club                                  |
| 6        | Serena Ortolani    | 19       | Robursport Volley Pesaro                                   |
| 6        | Valentina Tirozzi  | 19       | Robur Tiboni Volley Urbino                                 |
| 8        | Sarah Pavan        | 18       | Gruppo Sportivo Oratorio Pallavolo Femminile Villa Cortese |
| 8        | Maren Brinker      | 18       | Robursport Volley Pesaro                                   |
| 8        | Jelena Blagojević  | 18       | Robur Tiboni Volley Urbino                                 |

| Perfekta mottagningar | Perfekta mottagningar | Perfekta mottagningar | Perfekta mottagningar                                      |
| Pos.                  | Namn                  | Poäng                 | Lag                                                        |
| --------------------- | --------------------- | --------------------- | ---------------------------------------------------------- |
| 1                     | Luna Carocci          | 291                   | Gruppo Sportivo Oratorio Pallavolo Femminile Villa Cortese |
| 2                     | Valentina Tirozzi     | 265                   | Robur Tiboni Volley Urbino                                 |
| 3                     | Francesca Marcon      | 246                   | Futura Volley Busto Arsizio                                |
| 4                     | Jelena Blagojević     | 236                   | Robur Tiboni Volley Urbino                                 |
| 5                     | Sofia Arimattei       | 231                   | Chieri Torino Volley Club                                  |
| 6                     | Maurizia Borri        | 228                   | Chieri Torino Volley Club                                  |
| 7                     | Immacolata Sirressi   | 227                   | Robur Tiboni Volley Urbino                                 |
| 7                     | Giulia Leonardi       | 227                   | Futura Volley Busto Arsizio                                |
| 9                     | Lucia Bacchi          | 216                   | Parma Volley Girls                                         |
| 10                    | Monica de Gennaro     | 214                   | Robursport Volley Pesaro                                   |

OBS: Uppgifterna gäller enbart grundsäsongen